# Thaumastochloa rariflora
Thaumastochloa rariflora là một loài thực vật có hoa trong họ Hòa thảo. Loài này được (F.M.Bailey) C.E.Hubb. miêu tả khoa học đầu tiên năm 1936.